# 40e session du Comité du patrimoine mondial
La 40e session du Comité du patrimoine mondial a lieu du 10 au 17 juillet 2016 à Istanbul en Turquie où 29 candidatures sont examinées. Le point est également fait sur 108 sites déjà inscrits et 48 autres en péril. Cette cession est interrompue et marquée par une tentative de coup d'État. À la suite de cela une session extraordinaire du Comité du patrimoine mondial a lieu du 24 au 26 octobre 2016 à Paris.

## Contexte
Le comité se réunit dans une ville qui a subi quatre attentats depuis le début de l'année 2016, notamment celui du 28 juin survenue à l'aéroport d'Istanbul-Atatürk moins de deux semaines avant la 40e session. La sécurité est par conséquent renforcée pour encadrer l’événement.

## Déroulement perturbé et arrêt prématuré
Le 15 juillet, une minute de silence et observée par le comité en hommage aux victimes de l'attentat à Nice qui s'est produit la veille au soir.
La session est suspendue toute la journée du 16 juillet à la suite d'une tentative de coup d'État opérée pendant la nuit par une partie de l'armée turque. Les différentes délégations sont confinées dans leurs hôtels respectifs,. Après une dernière séance qui s'est tenue le 17 juillet la session est suspendue prématurément (arrêt initialement prévu le mercredi 20), une session extraordinaire s'est tenue à Paris en septembre 2016 afin d'épuiser l'ordre du jour de la 40e session et préparer l'ordre du jour de la session suivante à Cracovie en Pologne. L'inscription des nouveaux sites sur la liste du Patrimoine de l'Unesco a été finalisée à Istanbul et ne fait donc pas l'objet de cette session extraordinaire.
Au cours de cette session extraordinaire, le Comité du patrimoine mondial aborde des questions budgétaires et stratégiques, en particulier sur la Convention du patrimoine mondial. Le Comité en profite aussi pour élire les membres de son Bureau qui coordonnent le travail du Comité durant les sessions.
D'après le rapport du Comité du patrimoine mondial du 15 novembre 2016, le Comité a également examiné des modifications mineures des limites de biens déjà inscrits sur la liste du Patrimoine mondial de l'Unesco. C'est le cas par exemple de la Chaussée des Géants en Irlande du Nord, de Palmyre en Syrie, de Boukhara en Ouzbékistan, ou encore de la place Stanislas à Nancy, qui ont vu leurs demandes de modifications des limites de leurs biens approuvées.
Toujours selon ce rapport, la liste du Patrimoine mondial en péril a été mise à jour bien que déjà abordée lors de la 40e session à Istanbul.

## Nouveaux biens

### Nouveaux biens culturels
- Paysage culturel de l’art rupestre de Zuojiang Huashan ( Chine)[7] ;
- Nâlandâ ( Inde)[7] ;
- Qanat perse ( Iran)[7] ;
- Nan Madol ( États fédérés de Micronésie)[7] ;
- Cimetières de tombes médiévales stećci ( Bosnie-Herzégovine,  Croatie,  Monténégro,  Serbie)[7] ;
- Site archéologique de Philippes ( Grèce)[7] ;
- Dolmens d'Antequera ( Espagne)[7] ;
- Site archéologique d'Ani ( Turquie)[7] ;
- Grotte de Gorham ( Royaume-Uni)[7].
- L'œuvre architecturale de Le Corbusier ( France,  Allemagne,  Argentine,  Belgique,  Inde,  Japon,  Suisse)[7] ;
- Le chantier naval d’Antigua ( Antigua-et-Barbuda)[7] ;
- Ensemble moderne de Pampulha ( Brésil)[7].

### Nouveaux biens naturels
- Mistaken Point ( Canada)[7] ;
- Parc national marin de Sanganeb et Parc national marin de la baie de Dungonab – île de Mukkawar ( Soudan)[7] ;
- Shennongjia au Hubei ( Chine)[7] ;
- Tian Shan occidental ( Kazakhstan,  Kirghizistan,  Ouzbékistan)[7] ;
- Dasht-e Lut ( Iran)[7] ;
- Îles Revillagigedo ( Mexique)[7] ;

### Nouveaux biens mixtes
- Parc national de Khangchendzonga ( Inde)[7] ;
- Les Ahwar du sud de l’Irak ( Irak)[7] ;
- Plateau de l'Ennedi ( Tchad)[7].